# Ранци, Джан Маттео
Джан Маттео Ранци (итал. Gian Matteo Ranzi; 31 января 1948, Фаэнца, Италия) — итальянский борец греко-римского и вольного стилей, бронзовый призёр Олимпийских игр, чемпион Средиземноморских игр, девятикратный чемпион Италии.

## Биография
Дебютировал на международной арене в 1966 году на чемпионате Европы по греко-римской борьбе, но занял лишь 16 место. 
В 1971 году был вторым на Средиземноморских играх в полусреднем весе по вольной борьбе. 
На Летних Олимпийских играх 1972 года в Мюнхене боролся в лёгком весе (до 68 килограммов) по греко-римской борьбе. Регламент турнира остался прежним, с начислением штрафных баллов, но сменилось количество баллов, начисляемых за тот или иной результат встречи. За чистую победу штрафные баллы не начислялись, за победу с явным преимуществом начислялось 0,5 штрафных балла, за победу по очкам 1 балл, за ничью 2 или в случае пассивной ничьи 2,5 балла, за поражение с явным преимуществом соперника 3,5 балла и за чистое поражение 4 балла. Как и прежде, борец, набравший 6 штрафных баллов, из турнира выбывал. Титул оспаривали 23 борцa.
Джан Маттео Ранци вышел в финал на втором месте среди четырёх участников. Свою встречу в финале он проиграл за явным преимуществом Шамилю Хисамутдинову, а Стоян Апостолов в своей встрече победил. В результате Джан Маттео Ранци довольствовался бронзовой медалью. 
| Выступление на Олимпийских играх 1972 года | Выступление на Олимпийских играх 1972 года | Выступление на Олимпийских играх 1972 года | Выступление на Олимпийских играх 1972 года | Выступление на Олимпийских играх 1972 года | Выступление на Олимпийских играх 1972 года | Выступление на Олимпийских играх 1972 года |
| Круг                                       | Соперник                                   | Страна                                     | Результат                                  | Баллы                                      | Всего баллов                               | Время схватки                              |
| ------------------------------------------ | ------------------------------------------ | ------------------------------------------ | ------------------------------------------ | ------------------------------------------ | ------------------------------------------ | ------------------------------------------ |
| 1                                          | Боб Буззард                                | Соединённые Штаты Америки                  | Победа Туше                                | 0                                          | 0                                          | 7:19                                       |
| 2                                          | Йозеф Брётцнер                             | Австрия                                    | Победа За явным преимуществом              | -0,5                                       | -0,5                                       |                                            |
| 3                                          | Хайнц Рим                                  | Швейцария                                  | Победа Туше                                | -                                          | -0,5                                       | 8:15                                       |
| 4                                          | Сеит Хиширли                               | Турция                                     | Победа По очкам                            | -1                                         | -1,5                                       |                                            |
| 5                                          | Такаси Таноуэ                              | Япония                                     | Победа По очкам                            | -1                                         | -2,5                                       |                                            |
| Финал                                      | Шамиль Хисамутдинов                        | Союз Советских Социалистических Республик  | Поражение За явным преимуществом           | -3,5                                       | -6                                         |                                            |

В 1974 году занял второе место на чемпионате мира среди военнослужащих по вольной и третье по греко-римской борьбе. 
В 1976 году на чемпионате Европы был лишь двенадцатым. 
На Летних Олимпийских играх 1976 года в Монреале боролся в лёгком весе (до 68 килограммов). Регламент турнира остался в основном прежним. Титул оспаривали 21 борец.
Победив в одной и проиграв в двух встречах, Джан Маттео Ранци выбыл из турнира. 
| Выступление на Олимпийских играх 1976 года | Выступление на Олимпийских играх 1976 года | Выступление на Олимпийских играх 1976 года   | Выступление на Олимпийских играх 1976 года | Выступление на Олимпийских играх 1976 года | Выступление на Олимпийских играх 1976 года | Выступление на Олимпийских играх 1976 года | Выступление на Олимпийских играх 1976 года |
| Круг                                       | Соперник                                   | Страна                                       | Результат                                  | Счёт                                       | Баллы                                      | Всего баллов                               | Время схватки                              |
| ------------------------------------------ | ------------------------------------------ | -------------------------------------------- | ------------------------------------------ | ------------------------------------------ | ------------------------------------------ | ------------------------------------------ | ------------------------------------------ |
| 1                                          |                                            |                                              |                                            |                                            | 0                                          | 0                                          |                                            |
| 2                                          | Пэт Марси                                  | Соединённые Штаты Америки                    | Победа                                     | 10—4                                       | -1                                         | -1                                         |                                            |
| 3                                          | Манфред Шёндорфер                          | Федеративная Республика Германии (1949—1990) | Поражение                                  | Туше                                       | -4                                         | -5                                         | 7:14                                       |
| 4                                          | Хайнц-Хельмут Велинг                       | Германская Демократическая Республика        | Поражение                                  | Дисквалицификация                          | -4                                         | -9                                         | 7:40                                       |

В 1977 году стал чемпионом Средиземноморских игр по греко-римской борьбе в полусреднем весе. 
Был военнослужащим, затем перешёл на тренерскую работу. Живёт в Фаэнце, тренирует детей в клубе борьбы. 